# Сан-Педро-Уамелула
Сан-Педро-Уамелула (исп. San Pedro Huamelula) — город и муниципалитет, находящийся в штате Оахака на юго-западе Мексики. Он расположен на западе округа Теуантепек в западной части региона Истмо, на тихоокеанском побережье.

## География
Муниципалитет занимает холмистую и частично лесистую местность площадью 505,23 км². Лагуна Росарио находится на юго-западе муниципалитета. Климат теплый, летом и осенью идут дожди. Растительный мир включает нопал, хуацзе, пальму, сосну, Гуанакасте, почоте, Тепеуахе, акацию, саподиллу и питайю. Дикая фауна включает дикого кабана, койота, кролика, опоссума, броненосца, голубя, чачалаку и грача.

## Население
Город расположен на высоте 80 метров над уровнем моря. По состоянию на 2005 год в муниципалитете насчитывалось 2280 домохозяйств с общей численностью населения 8834 человека, из которых 546 человек говорили на языке коренных народов.   В муниципалитете распространен язык уамелула. Некоторые люди говорят на равнинном диалекте языка чонталь, который находится под угрозой исчезновения.

## Экономика
Основным видом деятельности для жителей города является сельское хозяйство, выращиваются в основном кофе и тропические фрукты, а также в меньшей степени кукуруза и бобы. Некоторые жители также разводят крупный рогатый скот или коз. Развито рыболовство, добываются, среди прочего, креветки и окунь. Кроме того, местные жители изготавливают глиняные горшки и изделия из дерева. В лесах около города ведется заготовка ценных пород древесины.

## История города
Неподалеку от нынешнего города археологами было найдено древнее поселение, датируемое примерно 300 годом нашей эры, которое, по-видимому, было заселено вплоть до колониального периода. Несколько лет назад монументальный курган был снесен бульдозерами с целью расчистки места под строительство бейсбольной площадки.
Под руководством инструктора местные школьники собрали множество артефактов, которые в настоящее время являются основной коллекцией Музея Чонталь в Сан-Педро-Уамелуле. Коллекция включает каменные скульптуры и фрагменты крупных сосудов. Город был основан в 1499 году. Его первоначальное название Уамимилолли в переводе означает «у кургана амаранта».

### Традиции
Сан-Педро-Уамелула известен своим старинным обычаем церемониального «бракосочетания» между мэром города и самкой каймана, который практикуется уже более 230 лет. Ритуал посвящен соглашению о мире, заключенному между двумя коренными общинами, уаве и чонтальскими майя. В рамках символической церемонии градоначальник представляет чонтальского короля, а кайман —  принцессу из народа уаве.
В июле 2023 года мэр Виктор Уго Соса «женился» на самке каймана Алисии Адриане, которую он назвал «маленькой принцессой» и признался ей в любви. Во время ритуала кайман был одет в зеленую юбку, красочную тунику с ручной вышивкой и головной убор из лент и блесток. Пара путешествовала от дома к дому в сопровождении группы из музыкантов и танцоров. После того, как кайман был облачен в белые одежды невесты, церемония продолжилась в городской ратуше, где пара официально узаконила свой союз. Местные жители верят, что проведение данной церемонии приносит городу успех и удачу.